# Idioma paiute septentrional
El paiute septentrional  /ˈpaɪuːt/, (endónimo numu), también conocido como paviotso es una lengua númica occidental de la familia uto-azteca, que según Marianne Mithun tenía unos 500 hablantes fluentes en 1994. Ethnologue informó que el número de hablantes en 1999 era de 1.631. Está estrechamente relacionado con la lengua mono.

## Descripción lingüística

### Fonología
La fonología del Paiute septentrional es muy variable, y sus fonemas tienen muchos alófonos.

#### Consonantes
El inventario consonántico del paiute septentrional es el siguiente:
|             | labial | alveolar | palatal | velar | glotal |
| ----------- | ------ | -------- | ------- | ----- | ------ |
| Oclusiva    | p      | t        |         | k, kʷ | ʔ      |
| Africada    |        | ʦ        | ʧ       |       |        |
| Fricativa   |        | s        |         |       | h      |
| Nasal       | m      | n        |         | ŋ     |        |
| Aproximante | w      |          | j       |       |        |

Son frecuentes las transcripciones alternativas:
- /c/ o /¢/, para el fonema /ʦ/.
- /č/, para el fonema /ʧ/.
- /y/, para el fonema /j/.
- / ' /, para el fonema /ʔ/.

#### Vocales

Tabla de vocales del dialecto Mono Lake del Paiute septentrional

### Morfología
El paiute septentrional es una lengua aglutinante, en la que las palabras utilizan complejos de sufijos para una variedad de propósitos con varios morfemas encadenados.

## Revitalización de la lengua
A principios del siglo XXI, poco más del 10% de los paiutes del norte, hablaban la lengua ancestral de su grupo. Sin embargo, a partir de 2005, el Instituto de Lenguas Indígenas del Noroeste de la Universidad de Oregón formó una asociación para enseñar la lengua Paiute del Norte y Kiksht en las escuelas de la Reserva India de Warm Springs. En 2013, el condado de Washoe, Nevada se convirtió en el primer distrito escolar de Nevada en ofrecer clases de Paiute del Norte, ofreciendo un curso optativo de la lengua en la escuela secundaria Spanish Springs. También se han impartido clases en la Reed High School de Sparks, Nevada.
Elder Ralph Burns de la Reservación Paiute de Pyramid Lake trabajó con la lingüista de la Universidad de Nevada, Reno Catherine Fowler para ayudar a desarrollar un sistema de ortografía. El alfabeto utiliza 19 letras. También han desarrollado un libro de aprendizaje de la lengua, "Numa Yadooape", y una serie de discos informáticos con lecciones de la lengua.